# Chloroclystis speciosa
Chloroclystis speciosa är en fjärilsart som beskrevs av Swinhoe 1902. Chloroclystis speciosa ingår i släktet Chloroclystis och familjen mätare. Inga underarter finns listade i Catalogue of Life.